# Roberto Perini
Roberto Perini (Roma, 25 gennaio 1950 – Roma, 2 febbraio 2019) è stato un disegnatore e vignettista italiano.

## Biografia
Diplomato all'Accademia di belle arti di Roma, iniziò a lavorare come vignettista per "Paese Sera". Tra i fondatori del "Male, disegnò per "Boxer", “Tango”, “Cuore”, "Frigidaire", per  “l'Unità”, “La Repubblica”, "Il Riformista", “L'Espresso” e “alterlinus”, per l'agenda Smemoranda. Lavorò anche come scenografo per Roma di Federico Fellini e Salomè di Carmelo Bene, e come disegnatore di copertine per i romanzi di Daniel Pennac pubblicati da Feltrinelli. Nel 1986, con Roland Topor e Pablo Echaurren fondò il movimento "Frou-Frou". Le sue vignette dedicate a Francesco Cossiga pubblicate su "Tango" uscirono in volume col titolo Il signor Cossiga Francesco (Roma, Tango, 1988); poi in edizione accresciuta col titolo Il signor Cossiga Francesco: ricordi di un pensionato (Milano, Rizzoli, 1993).